# نادي شباب الأردن
نادي شباب الأردن كان سابقاً باسم نادي القادسية، وهو نادي كرة قدم في مدينة عمان، الأردن. يلعب في الدوري الأردني الممتاز، تأسس عام 2002. حصل على بطولة الدوري الأردني الممتاز بالإضافة إلى كأس الأردن لكرة القدم مرتين وكأس الاتحاد الآسيوي ويمتاز لعبه بالخطط الدفاعية.

## بطولات الفريق
- كأس الاتحاد الآسيوي (مرة واحدة) : 2007
- الدوري الأردني الممتاز (مرتين) : 2006، 2013
- كأس الأردن لكرة القدم (مرتين) : 2006، 2007
- درع الاتحاد الأردني
- الدوري النسوي بكرة القدم: 2005
- الدوري النسوي بكرة القدم: 2006
- كأس الكؤوس : 2013

## الموظفين الفنيين
- مدرب الفريق الأول: عيسى الترك
- مساعد مدرب #1: عصام محمود
- مساعد مدرب #2: محمود الحديد
- المدرب: عمر الكسواني
- مدرب اللياقة البدنية: قيس معمر

## قائمة اللاعبين
ملاحظة: تشير الأعلام إلى المنتخب الوطني على النحو المحدد في قواعد الأهلية للفيفا. قد يحمل اللاعبون أكثر من جنسية واحدة غير تابعة للفيفا.
| الرقم | البلد  | المركز | اللاعب                    |
| ----- | ------ | ------ | ------------------------- |
| 2     | الأردن | مدافع  | محمد النجار               |
| 6     | الأردن | وسط    | محمد الرازم               |
| 8     | الأردن | مهاجم  | محمود جمال                |
| 9     | الأردن | وسط    | لؤي عمران                 |
| 10    | الأردن | مهاجم  | موسى التعمري              |
| 11    | الأردن | وسط    | أنس حجي                   |
| 15    | الأردن | مدافع  | رواد أبو خيزران (الكابتن) |
| 16    | الأردن | مهاجم  | محمد عمر شيشاني           |
| 17    | الأردن | مدافع  | محمد عبد الرؤوف           |
| 18    | الأردن | وسط    | سليمان أبو زمعة           |

| الرقم | البلد  | المركز | اللاعب                         |
| ----- | ------ | ------ | ------------------------------ |
| 19    | الأردن | وسط    | خالد أبو رياش (الكابتن الثاني) |
| 21    | الأردن | مهاجم  | ورد الباري                     |
| 22    | الأردن | حارس   | يزيد أبو ليلى                  |
| 25    | الأردن | مدافع  | مصطفى كمال                     |
| 27    | الأردن | وسط    | شريف عدنان                     |
| 44    | الأردن | وسط    | عبدالله أبو زمعة               |
|       | الأردن | حارس   | راشد المحسيري                  |
|       | الأردن | مدافع  | سيف الإسلام موفق               |
|       | الأردن | وسط    | رايق القرعان                   |
|       | الأردن | مهاجم  | محمد ماشا                      |
| —     | الأردن | مدافع  | أنس بني ياسين                  |

## تاريخ المدربين
- عيسى الترك (05-2004)
- نزار محروس (08–2005)
- جمال محمود (08-2007)
- محمد عمر (2008)
- نزار أشرف (09-2008)
- جمال أبو عابد (2009)
- أريستيتسا كيوابا (2009)
- دراغان تالاييتش (10–2009)
- رائد عساف (11–2008)
- توم ساينتفيت (11–2010)
- عماد دحبور (2011)
- علاء نبيل (12–2011)
- فلورين موتروك (2012–13)
- ماهر بحري (2013)
- أحمد عبد القادر (2013)
- أوغن مولدوفان (2013)
- علي كميخ (2013)
- جمال محمود (2015-2017)
- عيسى الترك (2017-2018)
- زي ناندو (2018)
- محمود الحديد (2018-2019)
- عيسى الترك (2019)
- محمود الحديد (2019-2020)
- وسيم البزور (2020-2023)
- محمود الحديد (2023-2024)
- محمود شلباية (2024)
- رائد عساف (2024 -)

## الراعي الرسمي
- جاكو
- أديداس
- ديادورا
- أوهل سبورت
- إيرييا

## وصلات خارجية
- الموقع الرسمي